# ISD Continental Team/Saison 2013
Dieser Artikel listet Erfolge und Fahrer des Radsportteams ISD Continental Team in der Saison 2013 auf.

## Erfolge in der UCI Europe Tour
| Datum        | Rennen                                          | Kat. | Sieger              |
| ------------ | ----------------------------------------------- | ---- | ------------------- |
| 3. April     | 1. Etappe Grand Prix of Sochi                   | 2.2  | Witalij Popkow      |
| 14. April    | Grand Prix of Donetsk                           | 1.2  | Anatolij Pachtussow |
| 18. April    | 2. Etappe Grand Prix of Adygeya                 | 2.2  | Witalij Popkow      |
| 3. Mai       | 3. Etappe Tour de Azerbaijan                    | 2.2  | Witalij Popkow      |
| 26. Juni     | 1. Etappe Course de la Solidarité Olympique     | 2.1  | Witalij Popkow      |
| 26.–30. Juni | Gesamtwertung Course de la Solidarité Olympique | 2.1  | Witalij Popkow      |
| 10. August   | 3a. Etappe Tour of Szeklerland (EZF)            | 2.2  | Witalij Popkow      |

## Zugänge – Abgänge
| Zugänge           | Team 2012  | Abgänge             | Team 2013 |
| ----------------- | ---------- | ------------------- | --------- |
| Dmytryj Krywzow   | Lampre-ISD | Maxym Polischtschuk | Unbekannt |
| Olexandr Scheydyk | Lampre-ISD |                     |           |
| Illja Klepikow    | Neoprofi   |                     |           |

## Mannschaft
| Name                | Geburtstag         | Nationalität |
| ------------------- | ------------------ | ------------ |
| Jurij Agarkow       | 8. Januar 1987     | Ukraine      |
| Wladyslaw Bakumenko | 15. Juni 1991      | Ukraine      |
| Wladymyr Dschjus    | 23. Juni 1993      | Ukraine      |
| Denys Karnulin      | 18. August 1990    | Ukraine      |
| Illja Klepikow      | 2. Februar 1994    | Ukraine      |
| Dmytryj Krywzow     | 3. April 1985      | Ukraine      |
| Olexandr Martynenko | 22. Juli 1989      | Ukraine      |
| Anatolij Pachtussow | 17. April 1985     | Ukraine      |
| Illja Ponomarenko   | 3. März 1993       | Ukraine      |
| Witalij Popkow      | 16. Juni 1983      | Ukraine      |
| Olexandr Scheydyk   | 13. September 1980 | Ukraine      |
| Maxym Wassiljew     | 14. April 1990     | Ukraine      |
| Dmytro Wolowod      | 10. Februar 1992   | Ukraine      |